# Enicospilus eastopi
Enicospilus eastopi là một loài tò vò trong họ Ichneumonidae.